# Topaz (album)
Topaz – album studyjny szwedzkiej piosenkarki Moniki Zetterlund, wydany w październiku 1993 roku nakładem wydawnictwa muzycznego RCA Records. 
Album został wyprodukowany przez Petera R. Ericsona i nagrany w Atlantis Studio w Sztokholmie. Wydano go także na kasecie magnetofonowej. 
Wydawnictwo uplasowało się na 18. miejscu zestawienia najlepiej sprzedających się albumów w Szwecji, opublikowanym przez Topplistan.

## Lista utworów
Opracowano na podstawie materiału źródłowego.
1. „Våga en gång till” (muz. Artie Butler, sł. Åke Edin) – 5:38
2. „Om igen” (muz. i sł. Peter R. Ericson) – 4:50
3. „Dance Only With Me” (muz. Adolph Green, sł. Betty Comden) – 3:11
4. „Topaz & Sir Tom” (muz. Steve Dobrogosz, sł. Peter R. Ericson) – 4:48
5. „Trots allt är ensamheten värst” (muz. Antônio Carlos Jobim, sł. Åke Edin) – 3:33
6. „Ensam på havet” (muz. i sł. Stina Nordenstam) – 6:14
7. „Han är den jag vill ha” (muz. Toots Thielemans, sł. Lasse Bagge) – 5:09
8. „Tack gode Gud för musikanter” (muz. Blanc Aldir, Joao Bosco, sł. Åke Edin) – 4:03
9. „Zanzibar Song” (muz. Monica Dominique, sł. Steen Rasmussen, Michael Wikke) – 5:12
10. „Riddarfjärdsblues” (muz. Ralph Lundsten, sł. Ingela Forsman) – 3:41
11. „Tystnaden tätnar” (muz. i sł. Mikael Wiehe) – 5:02

## Pozycja na liście sprzedaży
| Kraj    | Notowanie (1993) | Najwyższa pozycja |
| ------- | ---------------- | ----------------- |
| Szwecja | Topplistan       | 18                |